# Литовко, Станислав Яковлевич
Станислав Яковлевич Литовко (род. 11 февраля 1934 (по документам 11 февраля 1935), Ленинград) — советский хоккеист, вратарь. Мастер спорта СССР (1957).

## Биография
Родился в 1934 году. Имеет белорусские корни. Родители погибли в блокадном Ленинграде; жил у бабушки в Городке (Белоруссия), больше двух лет провёл в детском доме. Учился на токаря в ремесленном училище на Петроградской стороне. В 1950 году начал играть за ленинградскую юношескую команду спортобщества «Трудовые резервы». Некоторое время работал на заводе.
В 1953 году был принят в состав команды ОДО (Ленинград; впоследствии — СКА). Провёл 12 чемпионатов СССР в высшей лиге, сыграл около 300 матчей. В 1959 и 1965 гг. был включён в список лучших хоккеистов сезона в СССР. Выступал за вторую и молодёжную сборные СССР. В 1956 году стал чемпионом Всемирных зимних студенческих игр. Один из сильнейших вратарей в истории ленинградского — петербургского хоккея; включён в Галерею славы ХК СКА (2004). Отличался хорошей реакцией и высокой тактической грамотностью.
Окончил школу тренеров и (заочно в 1974 году) Военный институт физической культуры (ВИФК). После завершения игровой карьеры стал тренером, работал в хоккейной школе при ленинградском — петербургском СКА и в её петергофском филиале; был преподавателем в военном училище в Петергофе, начальником хоккейных команд ВИФК и «Звезда» Оленегорск. По состоянию на февраль 2019 — тренер-супервайзер СДЮСШОР СКА.